# Tô Lâm
Tô Lâm, né le 10 juillet 1957 à Văn Giang (Hưng Yên, Nord Vietnam), est un homme d'État vietnamien. Il est président de l'État du 22 mai au 21 octobre 2024 et secrétaire général du Parti communiste depuis le 18 juillet 2024.

## Biographie
Né en 1957 dans la province de Hưng Yên, il intègre l'académie de police puis travaille au ministère de la Défense publique. Il rejoint ensuite le bureau politique du Parti communiste vietnamien puis occupe ensuite le poste de ministre et réprime l'opposition.
Le 18 mai 2024, il est désigné comme candidat au poste de président de l'État par le Parti communiste vietnamien. Le 22 mai 2024, il accède à la présidence du Viêt Nam, élu par l'Assemblée nationale, avant d'être remplacé par Lương Cường le 21 octobre suivant.
Le 18 juillet, il est désigné chef par intérim du Parti communiste vietnamien après la convalescence de Nguyễn Phú Trọng. Celui-ci meurt le lendemain et Lâm est maintenu à son poste, puis est confirmé le 3 août.
Dès son arrivée au pouvoir, il lance un important programme de réformes et de modernisation de la fonction publique vietnamienne, en regroupant de nombreux ministères, un remodelage des collectivités territoriales et une suppression importante du nombre d'emplois étatiques.

## Relations internationales
Tô Lâm a eu un entretien téléphonique avec Donald Trump le 11 novembre 2024, peu de temps après la réélection et avant l'investiture de ce dernier à la présidence américaine. Tô Lâm a félicité Trump pour sa victoire et exprimé son désir de renforcer les liens bilatéraux, notamment en matière économique et de dialogue stratégique régional. Ce bref appel téléphonique pourrait ainsi préfigurer une nouvelle dynamique dans les relations américano-vietnamiennes et influencer l'équilibre des pouvoirs en Asie du Sud-Est dans les années à venir.

## Distinctions

### Décorations étrangères
- Ordre de José Martí (Cuba), le 27 septembre 2024[8].
- Ordre de l'Amitié (Russie), le 3 décembre 2021[9].